# استاری پلزنتس
ستاری پلزنتس (به چکی: Starý Plzenec) یک منطقهٔ مسکونی و شهرستان دارای شهرک سابقاً روستا در جمهوری چک است که در ناحیه پلزن-سیتی واقع شده‌است. ستاری پلزنتس ۴٬۶۲۸ نفر جمعیت دارد.